# Pachyparnus tonkineus
Pachyparnus tonkineus är en skalbaggsart som beskrevs av Leon Fairmaire 1889. Pachyparnus tonkineus ingår i släktet Pachyparnus och familjen öronbaggar. Inga underarter finns listade i Catalogue of Life.